# Ryan Jack
Ryan Jack (Aberdeen, 27 februari 1992) is een Schotse voetballer (middenvelder) die vanaf 2010 voor de Schotse eersteklasser Aberdeen FC uitwam, in de zomer van 2017 verkaste hij transfervrij naar Rangers FC. Hij speelde al meerdere interlands voor de Schotse nationale jeugdploegen.
Jack maakte zijn debuut in september 2010 in een wedstrijd tegen Glasgow Rangers.

## Clubstatistieken
| Seizoen     | Club        | Competitie           | Competitie | Competitie | Competitie | Beker | Beker | Beker | Internationaal | Internationaal | Internationaal | Totaal | Totaal | Totaal |
| Seizoen     | Club        | Competitie           | Wed.       | Dlp.       | Ass.       | Wed.  | Dlp.  | Ass.  | Wed.           | Dlp.           | Ass.           | Wed.   | Dlp.   | Ass.   |
| ----------- | ----------- | -------------------- | ---------- | ---------- | ---------- | ----- | ----- | ----- | -------------- | -------------- | -------------- | ------ | ------ | ------ |
| 2010/11     | Aberdeen    | Scottish Premiership | 30         | 1          | 2          | 7     | 0     | 1     | —              | —              | —              | 37     | 1      | 3      |
| 2011/12     | Aberdeen    | Scottish Premiership | 31         | 3          | 2          | 6     | 0     | 2     | —              | —              | —              | 37     | 3      | 4      |
| 2012/13     | Aberdeen    | Scottish Premiership | 18         | 0          | 0          | 1     | 0     | 0     | —              | —              | —              | 19     | 0      | 0      |
| 2013/14     | Aberdeen    | Scottish Premiership | 34         | 2          | 2          | 7     | 0     | 0     | —              | —              | —              | 41     | 2      | 2      |
| 2014/15     | Aberdeen    | Scottish Premiership | 32         | 3          | 0          | 4     | 0     | 0     | 6              | 0              | 1              | 42     | 3      | 1      |
| 2015/16     | Aberdeen    | Scottish Premiership | 28         | 0          | 1          | 1     | 0     | 0     | 6              | 0              | 0              | 35     | 0      | 1      |
| 2016/17     | Aberdeen    | Scottish Premiership | 26         | 2          | 0          | 7     | 0     | 0     | 6              | 0              | 0              | 39     | 2      | 0      |
| Club Totaal | Club Totaal | Club Totaal          | 199        | 11         | 7          | 33    | 0     | 3     | 18             | 0              | 1              | 250    | 11     | 11     |
| 2017/18     | Rangers     | Scottish Premiership | 17         | 0          | 2          | 2     | 0     | 0     | 2              | 0              | 0              | 21     | 0      | 2      |
| 2018/19     | Rangers     | Scottish Premiership | 30         | 4          | 4          | 6     | 0     | 1     | 10             | 0              | 0              | 46     | 4      | 5      |
| 2019/20     | Rangers     | Scottish Premiership | 19         | 4          | 3          | 5     | 0     | 0     | 15             | 1              | 1              | 39     | 5      | 4      |
| 2020/21     | Rangers     | Scottish Premiership | 19         | 2          | 1          | 0     | 0     | 0     | 5              | 0              | 0              | 24     | 2      | 1      |
| 2021/22     | Rangers     | Scottish Premiership | 9          | 0          | 0          | 4     | 1     | 0     | 9              | 0              | 0              | 22     | 1      | 0      |
| 2022/23     | Rangers     | Scottish Premiership | 26         | 1          | 2          | 5     | 1     | 0     | 5              | 0              | 1              | 36     | 2      | 3      |
| 2023/24     | Rangers     | Scottish Premiership | 11         | 1          | 0          | 4     | 1     | 0     | 7              | 0              | 0              | 22     | 2      | 0      |
| Club Totaal | Club Totaal | Club Totaal          | 131        | 12         | 12         | 26    | 3     | 1     | 53             | 1              | 2              | 210    | 16     | 15     |
| TOTAAL      | TOTAAL      | TOTAAL               | 330        | 23         | 19         | 59    | 3     | 4     | 71             | 1              | 3              | 460    | 27     | 26     |

## Interlandcarrière
Onder leiding van interim-bondscoach Malky Mackay maakte Jack zijn debuut voor Schotland op donderdag 9 november 2017 in de vriendschappelijke wedstrijd tegen Nederland (0-1). Andere debutanten namens de Schotten in die wedstrijd waren Callum McGregor (Celtic FC), Jason Cummings (Nottingham Forest FC) en Ryan Christie (Aberdeen FC). Jack werd op 7 juni 2024 door bondscoach Steve Clarke opgenomen in de Schotse selectie voor het EK 2024 in Duitsland. Schotland werd in de groepsfase uitgeschakeld na nederlagen tegen Duitsland (5–1) en Hongarije (0–1) en een gelijkspel tegen Zwitserland (1–1). Jack kwam niet in actie op het toernooi.
1 Butland ·
2 Tavernier  ·
3 Yılmaz ·
4 Pröpper ·
5 Souttar ·
7 Cortés ·
8 Barron ·
9 Dessers ·
10 Diomand ·
11 Lawrence ·
14 Bajrami ·
17 Matondo ·
18 Černý ·
19 Nsiala ·
20 Dowell ·
21 Sterling ·
22 Jefté ·
24 Kasanwirjo ·
27 Balogun ·
29 Igamane ·
30 Hagi ·
31 Kelly ·
38 King ·
43 Raskin ·
44 Devine ·
45 McCausland ·
51 Lowry ·
99 Danilo ·
Coach: Clement
· Assistent-coach: Van der Heyden
· Assistent-coach: Rae
· Assistent-coach: Ulderink
1 McGregor ·
2 Hutton ·
3 Whittaker ·
4 Hanley ·
5 Martin ·
6 Maloney ·
7 Morrison ·
8 McArthur ·
9 Griffiths ·
10 Snodgrass ·
11 Bannan ·
12 Gilks ·
13 Conway ·
14 Naismith ·
15 Webster ·
16 Rhodes ·
17 Mackay-Steven ·
19 Burke ·
20 Armstrong ·
21 Marshall ·
22 Jack ·
23 Watt ·
Coach: Strachan
1 Gunn ·
2 Ralston ·
3 Robertson  ·
4 McTominay ·
5 Hanley ·
6 Tierney ·
7 McGinn ·
8 McGregor ·
9 Shankland ·
10 Adams ·
11 Christie ·
12 Kelly ·
13 Hendry ·
14 Gilmour ·
15 Porteous ·
16 Cooper ·
17 Armstrong ·
18 Morgan ·
19 Conway ·
20 Jack ·
21 Clark ·
22 McCrorie ·
23 McLean ·
24 Taylor ·
25 Forrest ·
26 McKenna ·
Coach: Clarke